# Croton velame
Espèce
Croton velame est une espèce de plantes à fleurs du genre Croton et de la famille des Euphorbiaceae, présente dans l'État brésilien du Minas Gerais.
Elle a pour synonyme :
- Oxydectes velame (Müll.Arg.) Kuntze